# Lucas Ordóñez
Lucas Ordóñez Villavicencio (San Juan, 21 aprile 1988) è un hockeista su pista argentino.

## Palmarès

### Club

#### Titoli nazionali
- Coppa Italia: 1
  - Follonica: 2009-2010
- Supercoppa di Spagna: 3
  - Vic: 2010
  - Barcellona: 2015, 2017
- Campionato spagnolo: 4
  - Liceo La Coruña: 2012-2013
  - Barcellona: 2015-2016, 2016-2017, 2017-2018
- Coppa del Re: 3
  - Barcellona: 2016, 2017, 2018

#### Titoli internazionali
- Supercoppa d'Europa/Coppa Continentale: 2
  - Liceo La Coruña: 2012-2013
  - Barcellona: 2015-2016
- Coppa Intercontinentale: 1
  - Liceo La Coruña: 2012
- CERH European League: 1
  - Barcellona: 2017-2018

### Nazionale
- Campionati del mondo: 1
  - La Roche-sur-Yon 2015
- Campionato Sudamericano/Coppa America: 1
  - Buenos Aires 2008